# Davos
Davos (njemački: Davos, talijanski: Tavate, retoromanski: Tavau) je grad u Švicarskoj, grad kantona Graubündena i druga po površini općina. U Davosu se na godišnjem sastanku Svjetskog ekonomskog foruma sastaju neke od svjetskih najmoćnijih osoba iz politike i ekonomije.

## Gradske četvrti
- Davos Dorf
- Davos Platz
- Frauenkirch
- Glaris (Davos)
- Monstein

## Poznati
Ovdje ulaze osobe koje su rođene i/ili su djelovale u Davosu.

### Športaši
- Martina Accola (*1969), skijašica
- Paul Accola (*1967), skijaš
- Ambrosi Hofmann (*1977), skijaš

## Vanjske poveznice
- http://www.davos.ch, službena stranica na njemačkom.